# Décès en février 2005
Décès
- 2001
- 2002
- 2003
- 2004
- 2005
- 2006
- 2007
- 2008
- 2009

Pour une information complémentaire, voir la page d'aide.

| Date        | Nom                             | Activités                                                                                            | Âge | Source |
| ----------- | ------------------------------- | --- | --- | ------ |
| 1er février | Werner Arnold                   | coureur cycliste suisse                                                                              | 74  |        |
| 1er février | Enrique Canto e Castro          | acteur portugais                                                                                     | 75  |        |
| 1er février | Olivier Dollfus                 | géographe français                                                                                   | 73  |        |
| 1er février | Anderl Heckmair                 | alpiniste allemand                                                                                   | 98  |        |
| 1er février | John Vernon                     | acteur canadien                                                                                      | 72  |        |
| 2 février   | Goffredo Lombardo               | producteur de films italien                                                                          | 83  |        |
| 2 février   | Max Schmeling                   | Boxeur allemand.                                                                                     | 99  |        |
| 3 février   | Zourab Jvania                   | premier ministre de Géorgie depuis 2004                                                              | 41  |        |
| 3 février   | Gladys Moreno                   | chanteuse bolivienne                                                                                 | 71  | (es)   |
| 3 février   | Ernst Mayr                      | biologiste américain                                                                                 | 100 |        |
| 4 février   | Ossie Davis                     | acteur américain                                                                                     | 87  |        |
| 5 février   | Gnassingbe Eyadéma              | président du Togo depuis 1967                                                                        | 69  |        |
| 5 février   | Michalina Wisłocka              | gynécologue et sexologue polonaise                                                                   | 83  |        |
| 6 février   | Lazar Berman                    | pianiste russe                                                                                       | 74  |        |
| 6 février   | Hubert Curien                   | homme politique français, ministre de la Recherche de 1984 à 1986 et de 1988 à 1993                  | 80  |        |
| 6 février   | Karl Haas                       | compositeur et chef d'orchestre allemand                                                             | 91  |        |
| 6 février   | Macon Sumerlin                  | compositeur et professeur de musique américain                                                       | 84  | (en)   |
| 7 février   | Nedzad Botonjic                 | Footballeur slovène.                                                                                 | 27  | (sl)   |
| 7 février   | Lazar Nikolov                   | compositeur et pédagogue bulgare                                                                     | 82  | [ (en) |
| 7 février   | Paul Rebeyrolle                 | peintre français                                                                                     | 78  |        |
| 7 février   | Madeleine Rebérioux             | historienne française                                                                                | 84  |        |
| 8 février   | Keith Knudsen                   | musicien américain (The Doobie Brothers)                                                             | 56  |        |
| 8 février   | Wolfgang Leiner                 | historien allemand                                                                                   | 79  |        |
| 8 février   | Henri Poirier                   | acteur français                                                                                      | 72  |        |
| 8 février   | Gaston Rahier                   | pilote de moto-cross belge.                                                                          | 58  |        |
| 8 février   | Jimmy Smith                     | organiste (Orgue Hammond) de jazz américain                                                          | 79  |        |
| 8 février   | Javier Tusell                   | historien espagnol                                                                                   | 59  |        |
| 9 février   | Robert Duranton                 | catcheur français                                                                                    | 78  |        |
| 9 février   | Antoine de Margerie             | peintre français                                                                                     | 63  |        |
| 9 février   | Marthe Wéry                     | peintre belge                                                                                        | 74  |        |
| 10 février  | Humbert Balsan                  | producteur de films français                                                                         | 50  |        |
| 10 février  | Jean Cayrol                     | écrivain français                                                                                    | 93  |        |
| 10 février  | Arthur Miller                   | dramaturge américain                                                                                 | 89  |        |
| 11 février  | Jack Lawrence Chalker           | écrivain américain                                                                                   | 60  |        |
| 11 février  | Raymond Hermantier              | comédien et metteur en scène de théâtre français                                                     | 81  |        |
| 11 février  | Dénes Kovács                    | violoniste hongrois                                                                                  | 74  |        |
| 11 février  | Stan Richards                   | acteur britannique                                                                                   | 74  |        |
| 12 février  | Marinus van der Goes van Naters | politicien néerlandais                                                                               | 104 |        |
| 12 février  | Alfred Sirven                   | homme d'affaires français                                                                            | 77  |        |
| 12 février  | Rafael Vidal                    | nageur vénézuélien                                                                                   | 41  |        |
| 13 février  | Nelson Briles                   | baseballeur américain                                                                                | 61  |        |
| 13 février  | Sixten Ehrling                  | chef d'orchestre suédois                                                                             | 86  |        |
| 13 février  | Ndiaga Mbaye                    | Griot et auteur-compositeur-interprète sénégalais                                                    | 57  |        |
| 13 février  | Lúcia Abobora dos Santos        | femme portugaise témoin de l'apparition de la Vierge en 1917                                         | 91  |        |
| 13 février  | Jean Saussac                    | peintre français                                                                                     | 82  |        |
| 13 février  | Maurice Trintignant             | Pilote automobile français.                                                                          | 87  |        |
| 14 février  | Bernard Boesch                  | architecte et peintre français                                                                       | 90  |        |
| 14 février  | Ron Burgess                     | footballeur gallois                                                                                  | 87  |        |
| 14 février  | Charles Désirat                 | résistant français                                                                                   | 97  |        |
| 14 février  | Rafic Hariri                    | homme politique libanais, premier ministre de 1992 à 1998 et de 2000 à 2004                          | 60  |        |
| 14 février  | Aubelin Jolicoeur               | journaliste, chroniqueur et homme politique haïtien                                                  | 80  |        |
| 15 février  | Pierre Bachelet                 | chanteur français                                                                                    | 60  |        |
| 15 février  | Marc Eyraud                     | acteur français                                                                                      | 80  |        |
| 16 février  | Gerry Wolff                     | acteur allemand                                                                                      | 84  |        |
| 17 février  | Francis Marion Busby            | écrivain de SF américain                                                                             | 83  |        |
| 17 février  | Jens Martin Knudsen             | astrophysicien danois                                                                                | 74  |        |
| 17 février  | César Marcelak                  | cycliste français                                                                                    | 92  |        |
| 17 février  | Omar Sivori                     | Footballeur italien.                                                                                 | 69  |        |
| 17 février  | Marcello Viotti                 | violoniste italien                                                                                   | 50  |        |
| 19 février  | Kihachi Okamoto (岡本喜八)      | réalisateur japonais                                                                                 | 81  |        |
| 20 février  | Raymond Mhlaba                  | opposant à l'apartheid sud-africain                                                                  | 85  |        |
| 20 février  | John Raitt                      | acteur et chanteur américain                                                                         | 88  |        |
| 20 février  | Hunter S. Thompson              | journaliste et écrivain américain                                                                    | 67  |        |
| 20 février  | Jef van de Vijver               | coureur cycliste néerlandais                                                                         | 89  |        |
| 20 février  | Jimmy Young                     | boxeur américain                                                                                     | 56  |        |
| 21 février  | Zdzisław Beksiński              | peintre, photographe, dessinateur et sculpteur polonais                                              | 75  |        |
| 21 février  | Guillermo Cabrera Infante       | écrivain cubain                                                                                      | 75  |        |
| 21 février  | Guy Mathot                      | homme politique belge                                                                                | 63  |        |
| 21 février  | Alexandre Zinoviev              | coureur cycliste ukrainien                                                                           | 43  |        |
| 22 février  | Honoré Bonnet                   | Skieur alpin français                                                                                | 85  |        |
| 22 février  | Mario Ricci                     | coureur cycliste italien                                                                             | 90  |        |
| 23 février  | Lucien Demouge                  | peintre français                                                                                     | 78  |        |
| 23 février  | Simone Simon                    | actrice française                                                                                    | 94  |        |
| 23 février  | Henk Zeevalking (en)            | homme politique néerlandais, ancien secrétaire d'État et ancien ministre et cofondateur du parti D66 | 82  |        |
| 24 février  | Désiré Bastareaud               | Acteur français.                                                                                     | 51  |        |
| 24 février  | Thadée Cisowski                 | footballeur international français.                                                                  | 78  |        |
| 25 février  | Peter Benenson                  | fondateur d'Amnesty International, britannique                                                       | 83  |        |
| 25 février  | Leo Labine                      | joueur de hockey sur glace canadien                                                                  | 73  |        |
| 25 février  | Jean Prat                       | Rugbyman français.                                                                                   | 82  |        |
| 25 février  | Atef Sedki                      | homme politique égyptien, Premier ministre de 1986 à 1996                                            | 74  |        |
| 25 février  | Sir Glanmor Williams (en)       | historien gallois                                                                                    | 84  |        |
| 26 février  | Bela Grunberger                 | psychanalyste française                                                                              | 101 |        |
| 26 février  | Maryan Marresch                 | Footballeur français.                                                                                | 81  |        |
| 26 février  | Jef Raskin                      | informaticien américain                                                                              | 61  |        |
| 26 février  | Pierre Trabaud                  | acteur français                                                                                      | 82  |        |
| 26 février  | Gérard Papin                    | footballeur français                                                                                 | 57  |        |
| 28 février  | Mario Luzi                      | poète italien                                                                                        | 90  |        |
| 28 février  | Giovanni Invernizzi             | Footballeur international italien devenu entraîneur                                                  | 73  |        |